# Ben Kerner
Ben Kerner, né le 18 novembre 1913 et mort le 22 novembre 2000, est un propriétaire de basket-ball professionnel américain qui a fondé les Tri-Cities Blackhawks avec Leo Ferris (en) en 1946. Propriétaire historique de la franchise qui devient les Hawks de Milwaukee en 1951 puis les Hawks de Saint-Louis en 1955, il reste propriétaire jusqu'en 1968 lorsqu'il vend l'équipe à Thomas Cousins. Son club remporte le titre de champion de la National Basketball Association en 1958. Personnage clef dans le développement du club, qu'il a fait prospérer, Kerner est vu comme un propriétaire astucieux. Il vit seul de sa passion du basket-ball et s'occupe de sa mère jusqu'au décès de celle-ci en 1968. Trois ans plus tard, il se marie à l'amour de sa vie, sa secrétaire, Jean Bilbrey.